# Lichenodiplis lecanorae
Lichenodiplis lecanorae is een korstmosparasiet die behoort tot de orde Lichenoconiales. Het groeit op verschillende korstmossen, maar is met name waargenomen op Caloplaca en Lecanora. Hij komt voornamelijk voor op apotheciën. Het is de typesoort van het geslacht Lichenodiplis.

## Kenmerken
De pycnidiën zijn ondergedompeld in de apotheciën van het thallus van de gastheer. Ze zijn 50 tot 120 µm in diameter. De conidiën zijn glad, lichtbruin, gesepteerd, langwerpig ellipsoïde en meten, met een smal afgeknotte basis, 4-7,5 × 2-3 µm. 
Het heeft geen conidioforen.

## Verspreiding
Hij komt voor in Europa, Zuid- en Noord-Amerika. In Nederland komt het zeldzaam voor.